# Eutrichosomella albiclava
Eutrichosomella albiclava är en stekelart som beskrevs av Girault 1915. Eutrichosomella albiclava ingår i släktet Eutrichosomella och familjen växtlussteklar. Inga underarter finns listade i Catalogue of Life.